# جامعة إرلنغن نورنبيرغ
جامعة إرلنغن نورنبيرغ (بالألمانية: Friedrich-Alexander-Universität Erlangen-Nürnberg أو FAU) هي جامعة كائنة في مدينتي إرلنغن ونورنبيرغ في ألمانيا. وهي أكبر جامعة حكومية في فرانكن (إقليم شمال بافاريا)، وبها إحدى عشرة كلية، و 265 قسماً، واثنا عشر ألف موظف.
من الكليات، تسعة تقع في إرلنغن، واثنتان في نورنبيرغ. وصل عدد الطلبة 33487 طالباً (الفصل الدراسي الشتوي 2011/2010) في الجامعة، ثلثاهم في إإرلنغن والثلث الباقي في نورنبيرغ. هناك ما يقرب 2700 طالباً أجنبياً.

## تاريخها

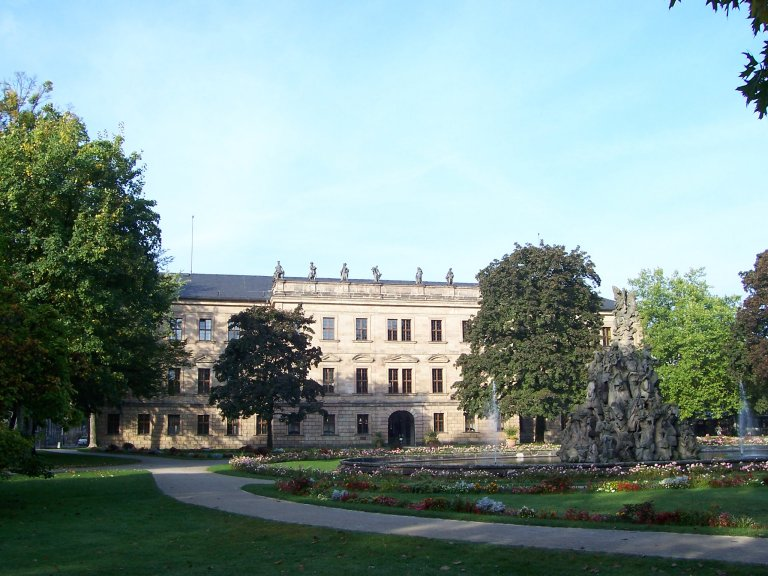
القصر أحد أهم المعالم التاريخية في قلب مدينة إرلنغن وهو حالياً مقر إدارة الجامعة.

أُسِّسَت الجامعة عام 1742 في مدينة بايرويت على يد فريدريك مرغريف براندنبورغ، وانتقلت إلى إرلنغن في عام 1743. أما كريستيان تشارلز فريدريك ألكسندر (أحد مؤسسي الجامعة الذين تحمل الجامعة اسميهما) فلقد دعم الجامعة دعماً كبيراً في وقت مبكر.
وتعد جامعة إرلنغن نورنبيرغ من الجامعات العريقة في أوروبا وتم تسميتها كواحدة من جامعات النخبة في ألمانيا، وفي السنوات الأخيرة عززت مكانتها باعتبارها واحدة من أقوى جامعات الأبحاث في ألمانيا من البداية وكانت الجامعة مؤسسة بروتستانتية، ولكن ببطء تحولت الي جامعة تقليدية. كما كان حال معظم جامعات ألمانيا خلال الحقبة النازية، كانت غالبية مجلس الطلبة من أنصار النازية. وقد تم افتتاح الكلية التقنية في عام 1966.
مع إنفاق أكثر من 800 مليون يورو سنوياً تلعب الجامعة دوراً اقتصادياً مهماً في ولاية بافاريا. تعبتر دراسة الطب في جامعة إرلنغن نورنبيرغ واحدة من أحدث طرق تدريس الطب في ألمانيا ويتميز المستشفى الجامعي بسمعة طيبة في الولاية وبتجهيزاته الطبية المتقدمة واحتوائه على شتى التخصصات مما بجعله من مستشفيات العناية القصوى ومقصداً لكثير من المرضى من أنحاء أوروبا والعالم العربي (الخليج خاصة). وبذلك يجعل المدينة مقصداً هاماً للسياحة الطبية.
يقع في مدينة إرلنغن المقر الرسمي لاتحاد الأطباء العرب في أوروبا.

## كلياتها
قرَّر مجلس الجامعة في فبراير 2007 خلال برنامج إعادة هيكلة تقسيمها إلى خمس كليات وهي:
- كلية الإنسانيات والعلوم الاجتماعية والدينية.
- كلية الأعمال والاقتصاد والقانون.
- كلية الطب.
- كلية العلوم.
- كلية الهندسة.

## أساتذتها
من مشاهير أساتذتها:
- فريدريش هيرتسبروخ (1927 ـ 2012) مؤسس معهد ماكس بلانك للرياضيات وأول مدير له.
- جورج تامر: أستاذ كرسي فقه اللغات الشرقية والدراسات الإسلامية بالجامعة.

## طلابها
من مشاهير طلابها والمتخرِّجين فيها:
- جورج سيمون أوم (1789- 1854) مكتشف قانون الكهرباء الذي يعرف بقانون أوم وتسمى أيضاً وحدة المقاومة الكهربائية باسمه أوم.
- إيمي نويثر (1882- 1935)، عالمة رياضيات، تنسب إليها مبرهنة نويثر
- يوستوس فون ليبيغ (1803- 1873)، كيميائي، يعتبر أب صناعة الأسمدة.
- كارلهاينز براندبرغ (1954-)، مهندس صوت. مخترع إم بي ثلاثة.
- صلاح كزارة (1944- 2025)، لغوي لساني، وأستاذ جامعي سوري.

شعار المستشفى الجامعي.

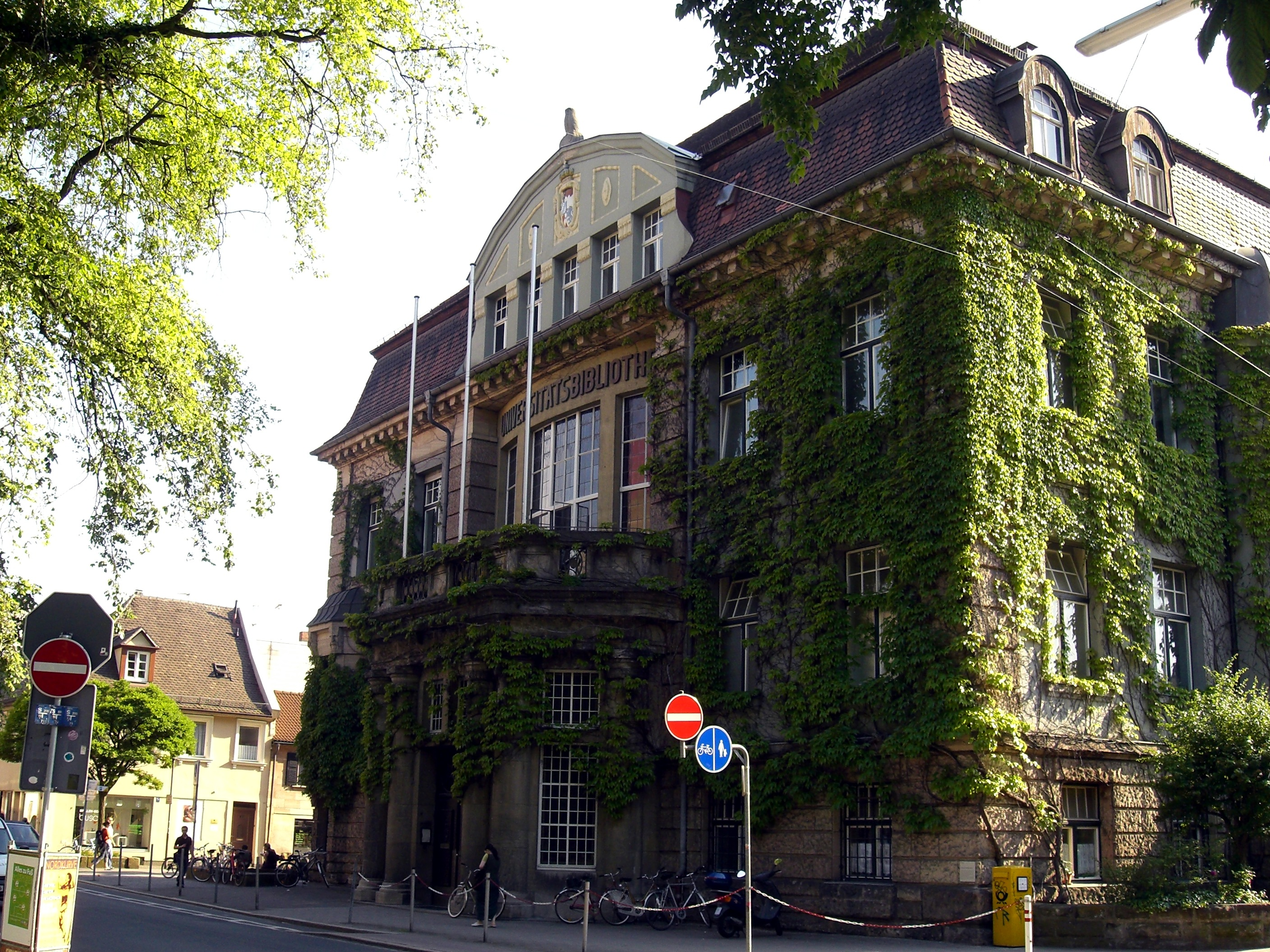
المبنى القديم لمكتبة الجامعة في إرلنغن.

## وصلات خارجية
- الموقع الرسمي (بالإنجليزية)
- الموقع الرسمي (بالألمانية)
- مكتبة الجامعة
- Complete Lecture Guide
- Alumni Network and Faculty Association of the WiSo Nuremberg
- Collegium Alexandrinum Public lecture courses